# Pottendorfer Textilwerke

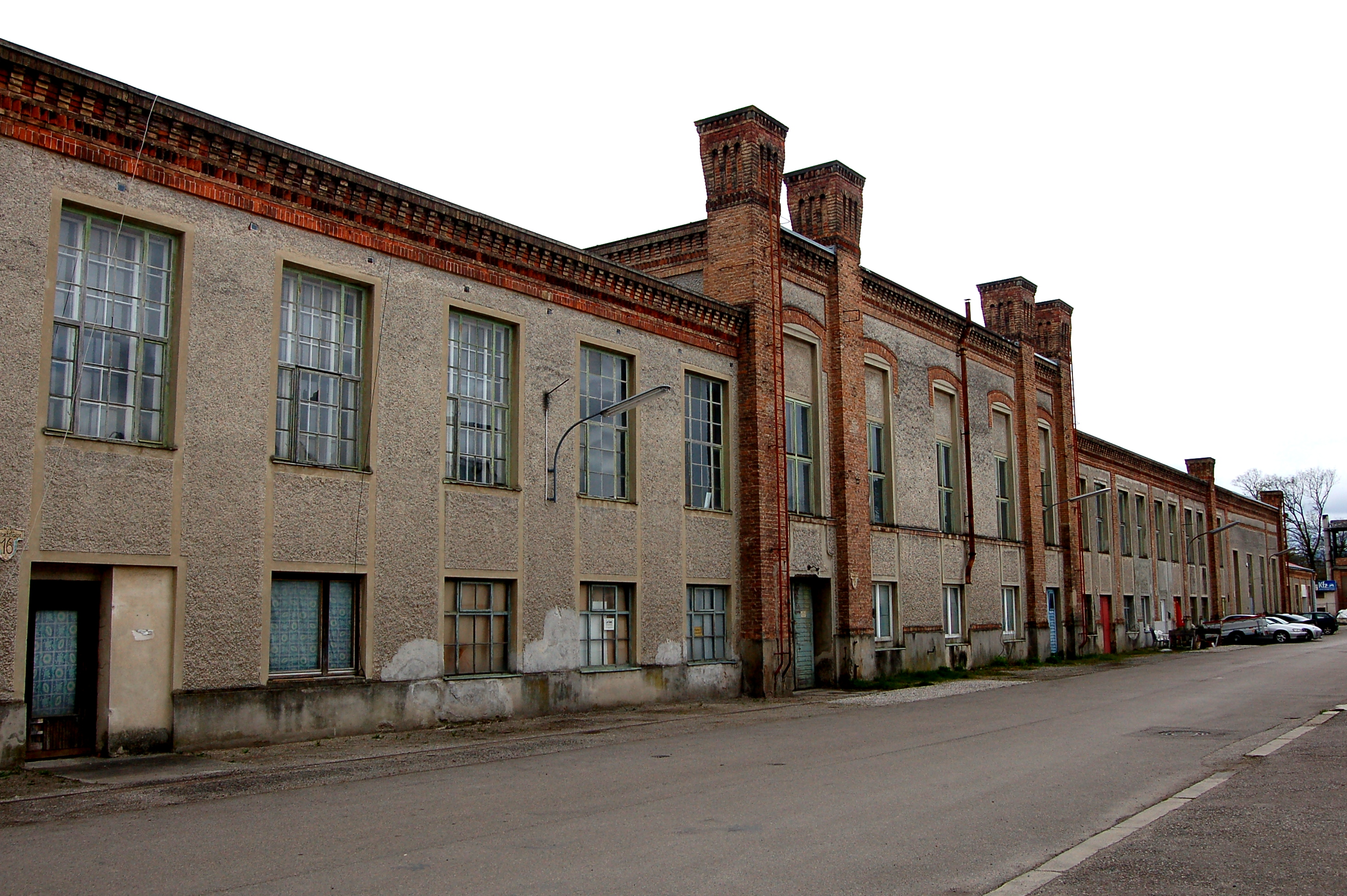
Werkshallen der Pottendorfer Textilwerke

Die Pottendorfer Textilwerke AG, vormals Felixdorfer Weberei und Appretur, war eine Weberei in Felixdorf in Niederösterreich.

## Geschichte

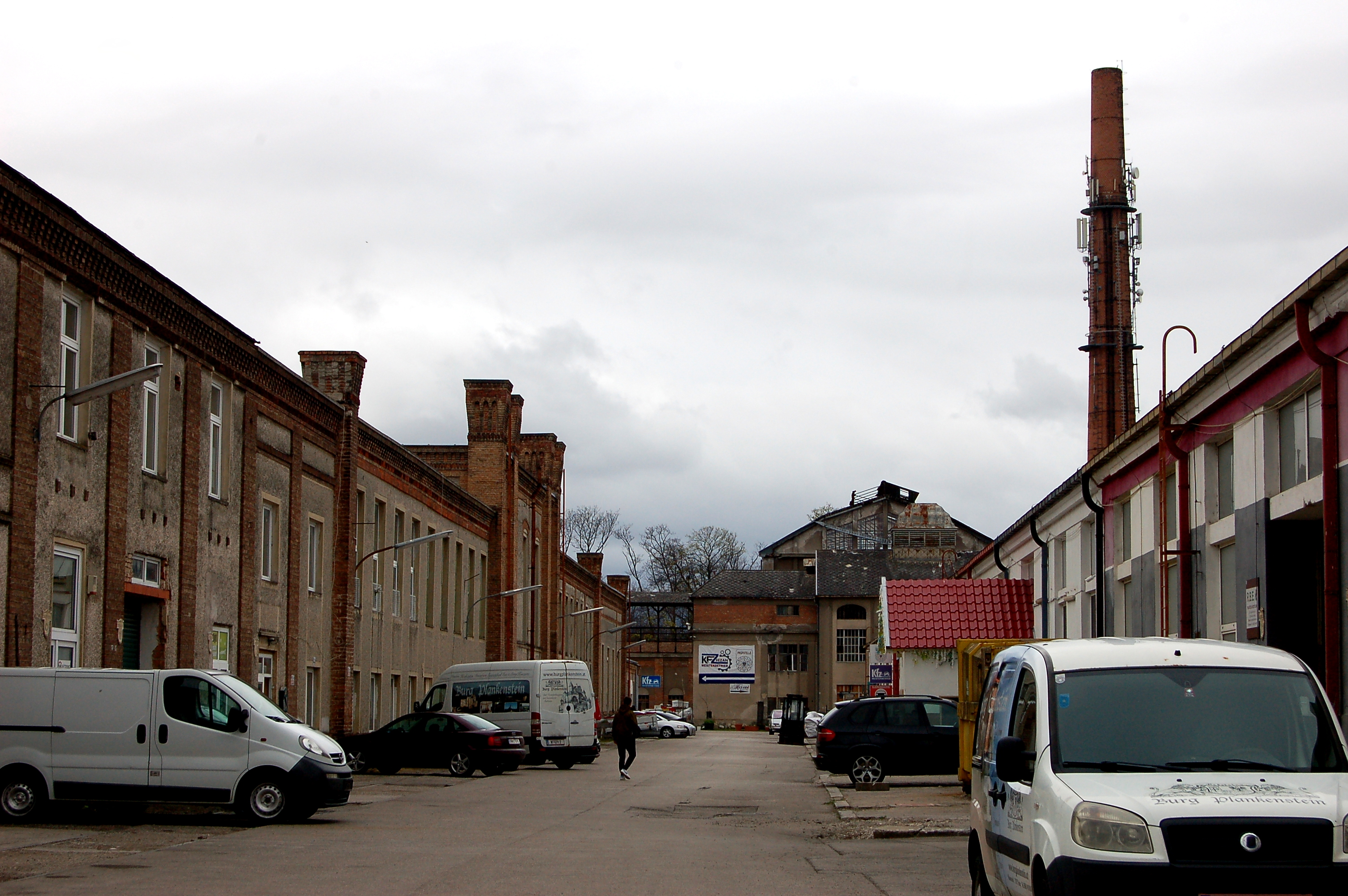
Werksgelände

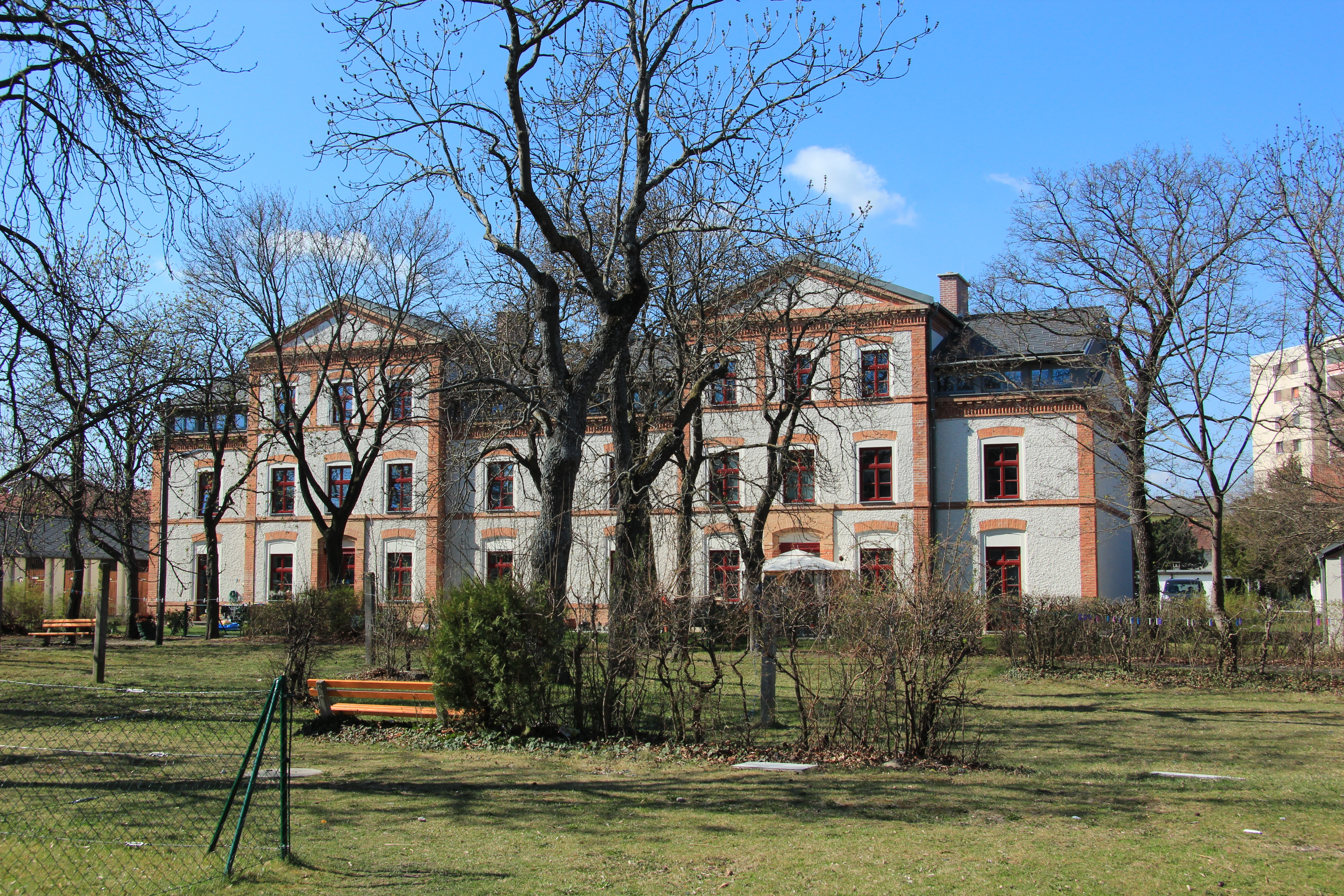
Arbeiterwohnhäuser

Im Jahr 1869 gründeten mehrere Kaufleute und Industrielle die Felixdorfer Weberei und Appretur und ließen nördlich von Felixdorf an einem Seitenkanal der Piesting eine riesige Fabrikanlage errichten, die aus mehreren großen Hallen, Büros und Unterkünften für Arbeiter und Angestellte bestand. Die Planungen übernahm der durch seine Bauten an der Wiener Ringstraße bekannt gewordene Architekt Carl Tietz. Zu dem Komplex der Weberei gehörten außer den Arbeiterhäusern auch eine Krankenanstalt und Geschäfte. Die von Tietz geplante Arbeiterwohnsiedlung steht heute unter Denkmalschutz (Listeneintrag).

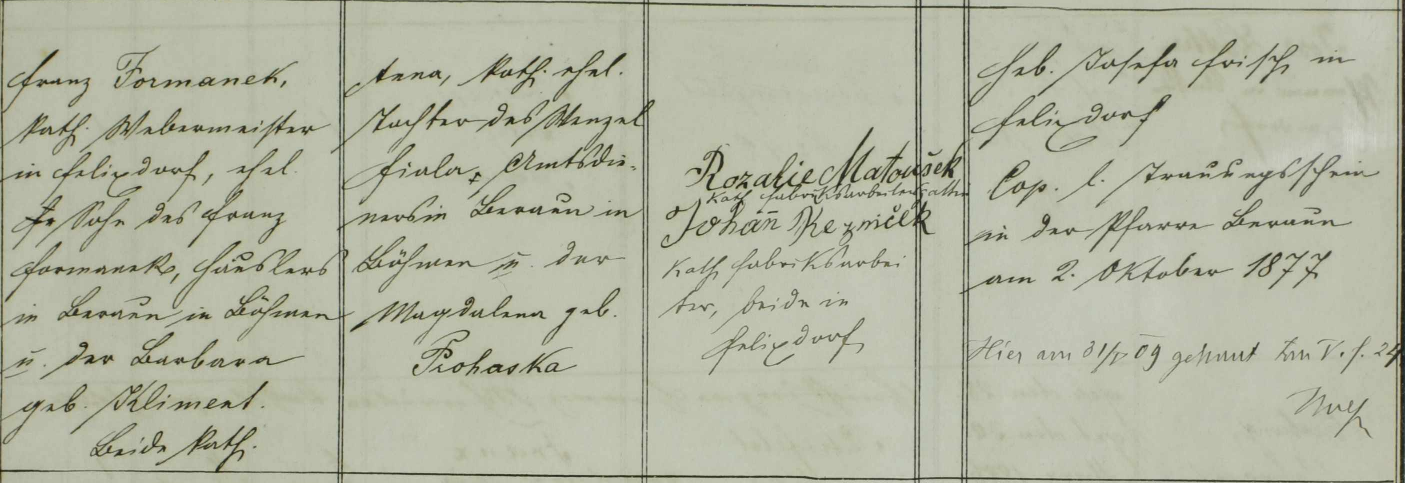
Geburtseintrag der Tochter von böhmischen Arbeitsmigranten, die 1886 "in der Weberei" zur Welt kam

Produziert wurden jährlich rund 10 Millionen Meter Textilgewebe auf etwa 500 Webstühlen. In weiteren Arbeitsschritten wurden diese Erzeugnisse veredelt, was damals als Appretur bezeichnet wurde. Um 1900 zählte die Fabrik bereits über 1000 Mitarbeiter, wobei viele Arbeiter in Böhmen angeworben wurden.
Aufgrund der Vereinigung mit der Pottendorfer Spinnerei im Jahr 1912 firmierte das Werk später unter dem Namen Pottendorfer Spinnerei und Felixdorfer Weberei AG. Nach dem Ersten Weltkrieg erwarb der Mautner-Konzern die Spinnerei und erweiterte sie, sodass am Standort eine Dampfmaschine mit 2400 Pferdestärken, ein Wasserkraftwerk mit rund 210 Pferdestärken, 19.524 Feinspindeln, 150 Zwirnspindeln und 1050 Webstühle vorhanden waren. Ebenso wurden weitere Arbeitersiedlungen errichtet, sodass Felixdorf zu einem der einwohnerstärksten und größten Orte des Bezirkes anwuchs.
1942 wurde die Spinnerei stillgelegt. Während des Zweiten Weltkriegs wurden alleine auf das Fabrikgelände knapp 80 Bomben abgeworfen, womit die Weberei fast vollkommen zerstört wurde.
Die Engelmühle diente auch als Durchgangslager für ungarische Juden, in der sich zeitweise bis zu 2000 Menschen aufhielten.

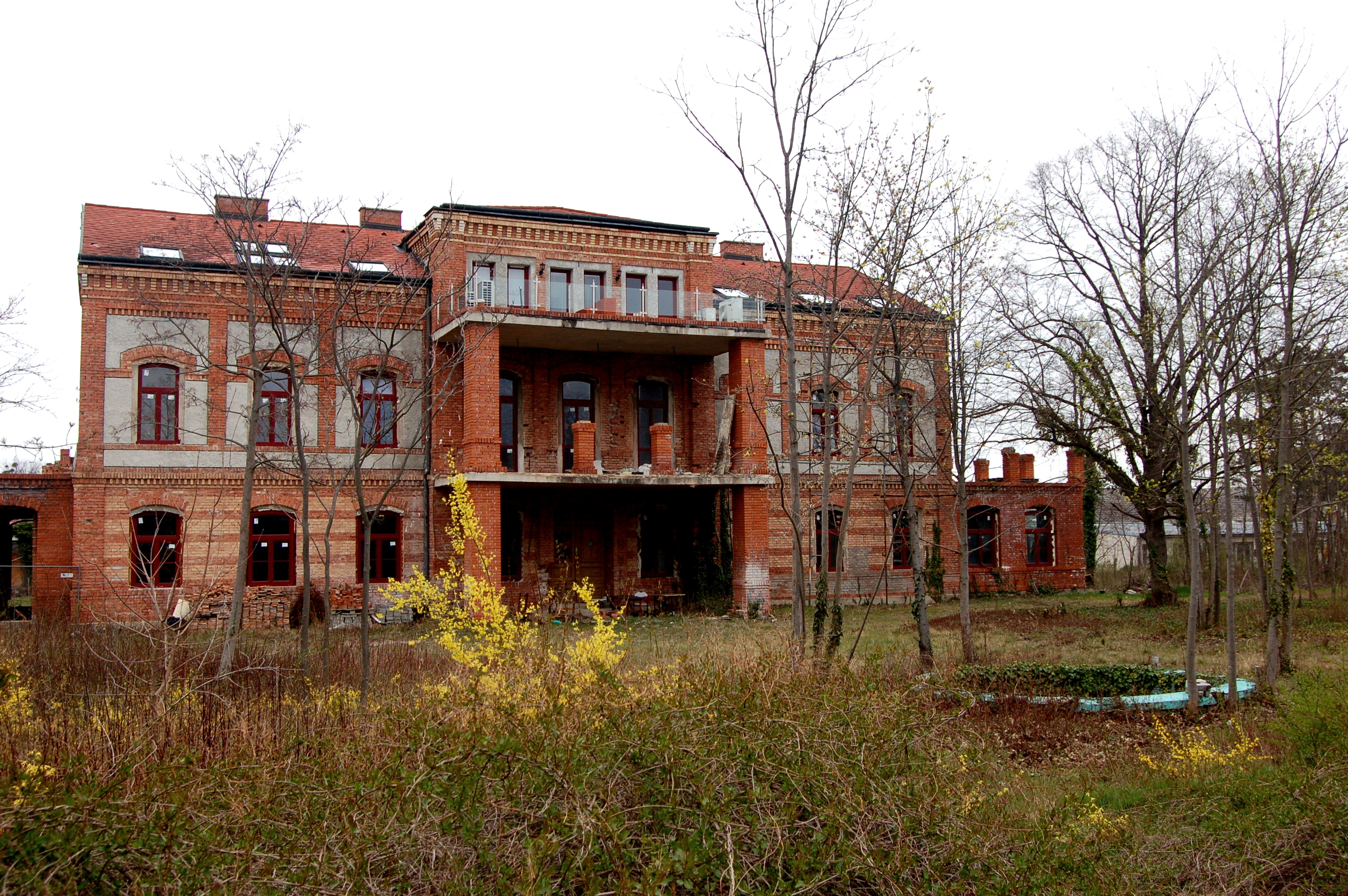
Ehemalige Direktorenvilla

Nach dem Krieg wurde die Weberei wieder aufgebaut und als Pottendorfer Textilwerke fortgeführt, die bis zu 3000 Mitarbeiter beschäftigten. Noch 1969 wurden weitere Arbeiterwohnhäuser errichtet. Durch die zunehmende Konkurrenz aus dem Fernen Osten eingeführter billiger Textilien verlor das Unternehmen jedoch ab den 1970er Jahren zunehmend an Absatzmöglichkeiten, weshalb immer mehr Stellen abgebaut wurden und schließlich die Weberei 1993 (nach anderen Quellen: 1994)  geschlossen wurde.
Die Gebäude standen (und stehen teilweise immer noch) leer und werden derzeit (2022) nur teilweise (Euro Center Felixdorf Gewerbepark, die mittlerweile revitalisierte Direktorenvilla) genutzt.